# Osornophryne antisana
Osornophryne antisana é uma espécie de sapo da família Bufonidae. Ele é endêmico no Equador. Seu habitat natural são as florestas úmidas das montanhas, matagais e pradarias em elevadas altitudes, em áreas tropicais e subtropicais. Está ameaçado pela perda do seu habitat.